# SDS 940
SDS 940 — перший комп'ютер компанії Scientific Data Systems (SDS), орієнтований на роботу у режимі поділу часу. Базувався на 24-розрядному транзисторному процесорі, аналогічному машині SDS 930, але з додатковими схемами для забезпечення захисту пам'яті і віртуальної пам'яті.
Машину анонсовано у лютому 1966 року, перша поставка у квітні. SDS 940 став важливим елементом розширення Tymshare у 1960-х роках. Система oN-Line System, розроблена у SRI International, і у якій було вперше реалізовано численні інноваційні ідеї, працювала саме на машині SDS 940 (пізніше на цьому комп'ютері запустили програму Community Memory, що стала першою BBS — електронною дошкою оголошень).
1969 року компанію SDS придбала фірма Xerox; SDS стала підрозділом Xerox Data Systems. Після цього назву машини перейменували з SDS 940 на XDS 940.

## Історія
Проектування машини здійснювалося Університетом Каліфорнії (Берклі) у рамках  проекту Genie (1964—1965 роки). Розробники з Genie додали схеми MMU до вже наявного комп'ютера SDS 930, уможливлюючи таким чином віртуальну пам'ять з відображенням сторінок (таких підхід пізніше копіювався у багатьох інших машинах). SDS 940 став, по суті, комерційною версією дизайну Genie і залишався зворотно-сумісним із ранішими моделями фірми, за винятком 12-розрядної SDS 92.
Як і більшість машин тієї ери, 940 мав оперативну пам'ять на магнітних осердях об'ємом від 16 до 64 кілослів. Ширина слова становила 24 біти, плюс біт паритету. Вторинна пам'ять реалізовувалася за допомогою різних пристроїв: магнітний барабан об'ємом 1376 слів (проект Genie), або жорсткий диск у моделях SDS (могло бути як гібридне «дископодібне» рішення — барабан з фіксованими голівками на 2097 кілослів, або традиційний диск з рухомими голівками на 16384 кілослів). З іншої периферії були наявні пристрій для запису і зчитування паперових стрічок, рядковий принтер (Potter Model HSP-3502 з ланцюговим приводом, 96 символами і швидкістю близько 230 рядків за хвилину), таймер реального часу. Початкове завантаження відбувалося з паперової стрічки. Міг підключатися додатковий диск для збереження файлів об'ємом 96 мегабайт.

## Програмне забезпечення
Операційна система, розроблена у проекті Genie, називалася Berkeley Timesharing System. Версія 2.0 цієї системи анонсована у серпні 1968 року під назвою «SDS 940 Time-Sharing System». Станом на 1969 рік програмна система складалася з наступних компонентів:
- Ядро ОС, що називалося «Time-Sharing Monitor»[3]
- Інтерфейс командного рядка, що називався «Time-Sharing Executive»[3]
- Conversational Algebraic Language CAL[en][4]
- QED (текстовий редактор)[5]
- FORTRAN IV
- BASIC

Мінімальна конфігурація комп'ютера, необхідна для запуску Software System, включала (список неповний):
- Два модулі феритової пам'яті по 16 кілослів кожен[6].
- Два дискових накопичувачі з контролерами, ємністю близько 4 мегабайти кожен; опційно можна було під'єднати ще два.
- Дисковий накопичувач ємністю 67 мільйонів символів з контролером.
- Контролер накопичувача на магнітній стрічці і два накопичувача (можна було під'єднувати до восьми).
- Контролер асинхронного послідовного зв'язку, підтримував до 64 терміналів.

Група користувачів XDS (англ. XDS Users' Group) зібрала додаткову бібліотеку програм, серед яких були процедури обробки рядків, "SYSPOP" (англ. system programmed operators, що забезпечували доступ до системних сервісів), мова програмування CAL (англ. Conversational Algebraic Language, діалект мови JOSS), текстовий редактор QED, TAP (англ. Time-sharing Assembly Program, асемблер), зневаджувач DDT.
Був також доступний дисплей на основі електронно-променевої трубки, що міг відображати 26 рядки тексту і використовувався програмою DDT як для зневадження, так і для завантаження.

## Відомі інсталяції
За оцінками Батлера Лемпсона всього було продано близько 60 машин. Основним експлуатантом стала компанія Tymshare, яка запустила найвідомішу у Сполучених Штатах комерційну комп'ютерну послугу з поділом часу у 1960-х роках. Станом на 1972 рік Tymshare мала 23 робочих системи. Фірма Comshare (Анн-Арбор, Мічиган) стала другим важливим корпоративним замовником; Tymshare, Comshare і UC Berkeley активно співпрацювали при розробці операційних систем для SDS 940. Дуглас Енгельбарт і його команда, працюючи у Augmentation Research Center (ARC), розробили для SDS 940 систему спільної роботи oN-Line System, також відому як NLS. Саме цей комп'ютер використовувався при демонстрації у грудні 1968 року, що пізніше стала відома як The Mother of All Demos, і де було вперше показано революційні концепції, що повсюдно використовуються людьми у XXI столітті. Першим комп'ютером, під'єднаним до мережі ARPANET, також став SDS 940 — а саме, машина, встановлена в інституті SRI International; ця подія сталася у жовтні 1969 року.
На SDS 940 проект Community Memory розробив і запустив одну з перших систем BBS.